# Salsoul Records
Salsoul Records var ett skivbolag, inriktat på disco, grundat 1974. Skivbolaget fanns i New York och upphörde 1985.
Bland de inflytelserika artister som släppte skivor på Salsoul fanns First Choice, Loleatta Holloway och Double Exposure.